# Jack Potts
Jack Potts (eigentlich John Henry Soulsby Potts; * 17. September 1906 in Tanfield, County Durham; † 25. April 1987 in Shurdington, Gloucestershire) war ein britischer Langstrecken- und Hindernisläufer.
1934 wurde er für England startend bei den British Empire Games in London Fünfter über sechs Meilen. Bei den Olympischen Spielen 1936 in Berlin erreichte er über 10.000 m nicht das Ziel.
1931 und 1936 wurde er Englischer Meister im Crosslauf, 1932 über drei Meilen und 1938 über zwei Meilen Hindernis.

## Persönliche Bestzeiten
- 6 Meilen: 29:47,0 min, 1936
- 10 Meilen: 54:48,4 min, 1931
- 2 Meilen Hindernis: 10:32,6 min, 1939